# Invitation to Hell
Invitation to Hell is een Amerikaanse horrorfilm uit 1984 onder regie van Wes Craven.

## Verhaal
Een jong stel verhuist naar een mooie wijk in Californië. Er is in de buurt een kuuroord en dat wordt ten zeerste aanbevolen door de buren. Als het koppel zich niet wil inschrijven in dat kuuroord, worden de buren opdringerig en trachten ze hen alsnog te overtuigen.

## Rolverdeling
| Acteur            | Personage         |
| ----------------- | ----------------- |
| Robert Urich      | Matt Winslow      |
| Joanna Cassidy    | Patricia Winslow  |
| Susan Lucci       | Jessica Jones     |
| Joe Regalbuto     | Tom Peterson      |
| Kevin McCarthy    | Mijnheer Thompson |
| Patty McCormack   | Mary Peterson     |
| Bill Erwin        | Walt Henderson    |
| Soleil Moon Frye  | Chrissy Winslow   |
| Barret Oliver     | Robbie Winslow    |
| Nicholas Worth    | Sheriff           |
| Virginia Vincent  | Grace Henderson   |
| Greg Monaghan     | Pete              |
| Lois Hamilton     | Juffrouw Winter   |
| Cal Bartlett      | Stiefzoon         |
| Anne Marie McEvoy | Janie             |